# Dalal Midhat-Talakić
Dalal Midhat-Talakić (Sarajevo, 5 agosto 1981) è una cantante bosniaca.
Insieme a Aida Terzić è membro del duo R&B Erato. Dalal ha rappresentato la Bosnia ed Erzegovina all'Eurovision Song Contest 2016 con la canzone Ljubav je (L'amore è), in collaborazione con Fuad Backović-Deen, Ana Rucner e Jala Brat. La canzone non si è qualificata per la finale.

## Biografia
Dalal è nata il 5 agosto 1981 a Sarajevo. Ha origini sudanesi, ha iniziato a cantare all'età di 5 anni e ha continuato la sua formazione canora a Sarajevo e a Zagabria.